# 韓謙 (成化舉人)
韓謙（？—？），字益之，新安衛籍，直隸徽州府歙縣人，明朝文人。

## 生平
父文，任本衛前所千户。韓謙刻苦好學，成化十六年（1480年）應庚子科順天鄉試，高中《春秋》第一（經魁），授羅山縣儒學教諭。癸卯，典順天府鄉試。己酉秋，赴福建聘，病卒。